# Dirk (supermarkt)

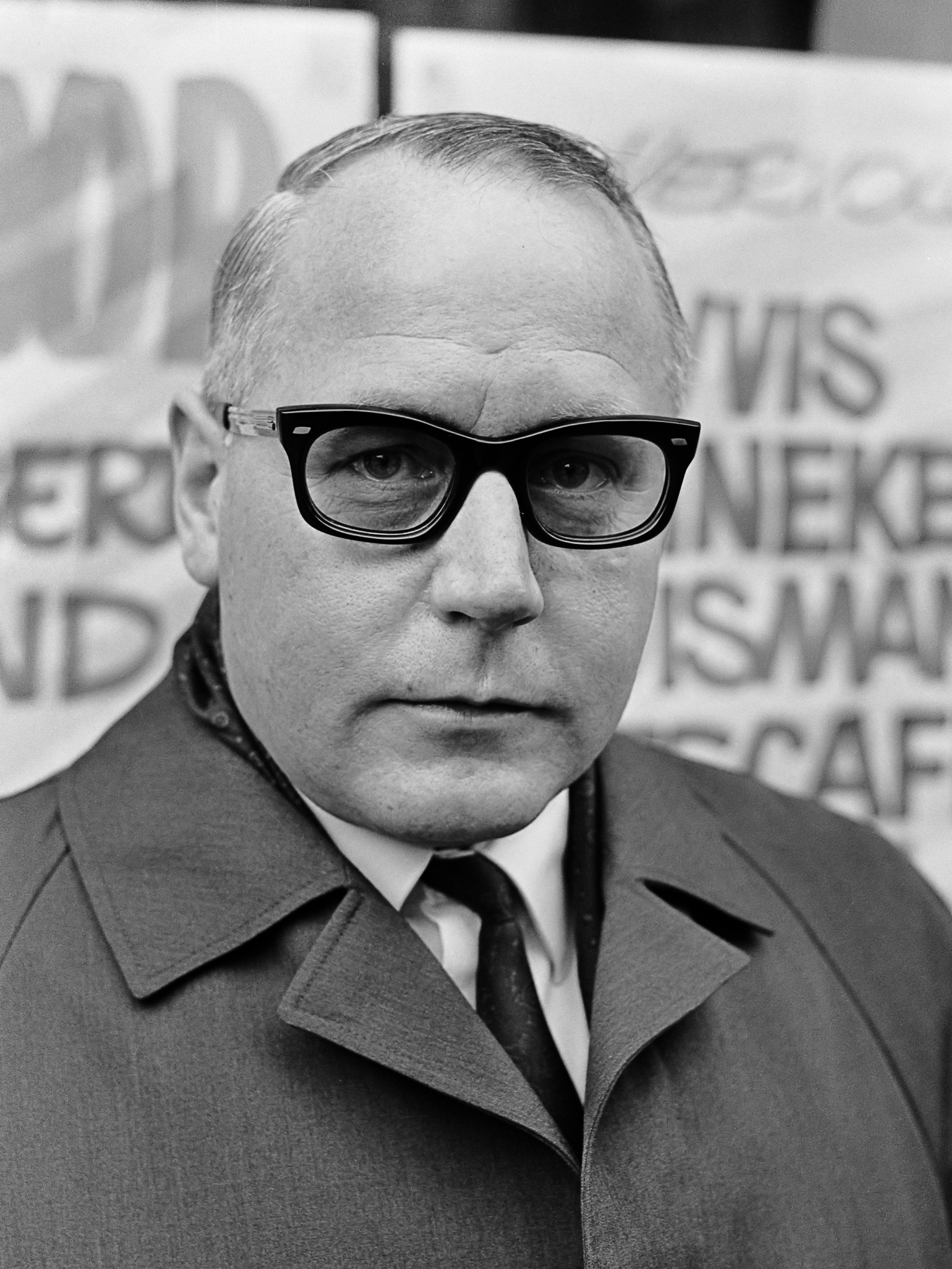
Oprichter Dirk van den Broek in 1967

Dirk is een Nederlandse supermarktketen met 132 winkels die tot 2014 veel van haar winkels exploiteerde onder de volledige naam van de oprichter Dirk van den Broek. Het filiaalbedrijf werd in 2021 weer verzelfstandigd nadat het in 2008 was samengegaan met DekaMarkt. De supermarkt profileert zich vooral door een iets lagere prijs van A-merken dan gemiddeld. Dirk is aangesloten bij de inkoopvereniging Superunie en voert een eigen huismerk onder de naam '1 de Beste'. De meeste winkels zijn te vinden in en rond de Randstad, met ook enkele vestigingen in het oosten en noorden van het land. De grootste winkel is te vinden in Amersfoort. Sinds 2015 staat de supermarktketen onder leiding van Marcel Huizing.

## Geschiedenis
Dirk van den Broek (Amsterdam, 27 maart 1924 – Aerdenhout, 8 april 2020) opende in 1942 een melkzaak aan het Mercatorplein te Amsterdam. In 1948 werd deze melkzaak omgebouwd tot de eerste Amsterdamse zelfbedieningswinkel. In 1953 opende hij zijn eerste supermarkt aan de Bilderdijkstraat/hoek Kinkerstraat te Amsterdam. Ook exploiteerde het bedrijf later een aantal restaurants, onder meer een drietal in Amsterdam met de naam "Dirck Dirckz" en een eenvoudig eethuisje nabij het Osdorpplein met de naam "Dirck III eethuysje" dat later een fastfoodrestaurant werd met de naam "Happy Dick".
In 1972 opende Dirk van den Broek de eerste supermarkt onder de Digros-formule in Katwijk. In datzelfde jaar waren er 11 Dirk van den Broek-supermarkten in Nederland. In 1973 nam Dirk van den Broek alle 10 winkels van Bas van der Heijden over, die met name in en rond Rotterdam vestigingen had. De naam Bas van der Heijden bleef bestaan.
In 1990 nam Dirk alle winkels van supermarktketen Jan Bruijns over. Deze winkels bevinden zich in het westen van Noord-Brabant en in de provincie Zeeland. Aanvankelijk bleef de naam "Jan Bruijns" bestaan, maar in 2004 werden deze supermarkten omgebouwd tot Dirk van den Broek.
In 2014 bestond het bedrijf uit ongeveer honderd supermarkten. Zo'n 55 winkels heetten toen "Dirk van den Broek", 28 "Bas van der Heijden" en 17 "Digros". Deze voerden allen vrijwel dezelfde formule. De Dirk van den Broek-winkels stonden voornamelijk in Noord-Holland (met name Amsterdam), Utrecht, Noord-Brabant en Overijssel. In Zuid-Holland waren de andere twee supermarktnamen te vinden: Bas van der Heijden in de regio's Rotterdam en Drechtsteden, en Digros in het noordelijk deel van Zuid-Holland. Detailresult Groep besloot om voor de supermarktketen vanaf 2014 nog maar één naam te hanteren; sindsdien heten alle winkels "Dirk".

## Detailresult
Vanaf 2001 werkte Dirk van den Broek samen met DekaMarkt, meerdere bedrijfsonderdelen werden samengevoegd. Beide supermarktketens werden in 2008 ondergebracht in Detailresult Groep. In 2021 werden de twee winkelketens weer verzelfstandigd. De samenwerking op het gebied van logistiek, broodproductie en vleesverwerking en diensten als personeelszaken, financiële administratie en automatisering bleef in stand in de gezamenlijke onderneming Detailresult.
Het distributiecentrum van Dirk van den Broek was lange tijd gevestigd in Amsterdam. Vanaf 2021 staan hoofdkantoor en distributiecentrum in Alphen aan den Rijn.